# Stick It Out (album)
Stick It Out è il primo omonimo album degli Stick It Out, uscito nel 2009 per l'Etichetta discografica statunitense Sliptrick Records.

## Tracce
1. Marry The Swine
2. Dogs' Friday Night
3. Sgt. Lizzie
4. Jack The Bastard (cover dei Faster Pussycat)
5. Slippin' Away
6. I Wanna Be A Parasite Too
7. Stop Teasin' Me
8. Soakin' Wet Skin
9. Touch
10. You S.U.C.K.

bonus tracks
1. Wooden Spoon
2. Sonice Reducer (cover dei Dead Boys)

## Formazione
- Freddie - voce
- Dave - chitarra
- Andy - chitarra
- Tripp - basso
- Fo - batteria, percussioni